# Clifton, Arizona
Clifton je gradić u američkoj saveznoj državi Arizona. Prema popisu stanovništva iz 2010. u njemu je živjelo 3,311 stanovnika.